# Loisach
La Loisach è un fiume del Tirolo e della Baviera. La sorgente si trova presso Ehrwald in Austria; il fiume attraversa poi Garmisch-Partenkirchen e si getta nel Kochelsee, dove l'acqua prelevata a monte a scopi idroelettrici gli viene restituita. A Wolfrathausen si getta nell'Isar dopo un corso di 114 chilometri. Un canale unisce i due fiumi riportando al Loisach parte dell'acqua prelevata dall'Isar per motivi anche in questo caso legati alla produzione di energia allo scopo di ridurre il rischio inondazioni per la città. La sua portata è di circa 54 m³/s.